# Cristian Traverso
Cristian Traverso (San Martín, 17 aprile 1972) è un ex calciatore argentino, di ruolo difensore.

## Carriera
Soprannominato Tigre, si formò calcisticamente nell'Argentinos Juniors, club con il quale esordì nel massimo campionato argentino nel 1991, passò nel 1994 all'Universidad de Chile.
Con i cileni nel 1995 conquistò sia il campionato che il titolo di calciatore cileno dell'anno.
Terminata l'esperienza andina nel 1997, torna in patria per giocare tra le file del Boca Juniors.
Con gli xeneises Traverso conquisterà tre campionati argentini, l'Apertura 1998, il Clausura 1999 e l'Apertura 2000, due Coppa Libertadores nel 2000 e nel 2001 ed una Coppa Intercontinentale nel 2000.
Lasciato il Boca Juniors nel 2002, gioca per una stagione al Querétaro ed una nel Puebla FC.
Nel 2004 torna in Argentina, nuovamente nelle file del Boca dove conquisterà il suo ultimo trofeo, la Copa Sudamericana 2004.
Con gli Xeneises chiuderà la carriera l'anno successivo.

## Palmarès

### Club

#### Competizioni nazionali
- Campionato cileno: 1

Universidad de Chile: 1995
- Campionato argentino: 3

Boca Juniors: Apertura 1998, Clausura 1999, Apertura 2000

#### Competizioni Internazionali
- Coppa Libertadores: 2

Boca Juniors: 2000, 2001
- Coppa Intercontinentale: 1

Boca Juniors: 2000
- Copa Sudamericana: 1

Boca Juniors: 2004

### Individuale
- Calciatore cileno dell'anno: 1

1995